# بورنا بورياش الثاني
بورنا بورياش الثاني ومعنى اسمه خادم سيد الآراضي باللغة الكاشية وهو ملك كاشي على بابل وهو الملك 19 على سلالة بابل الثالثة خلف الحكم من أبيه كادشمان إنليل الأول وحكم من 1359-1333 ق م وكانت مملكته تسمى كاردونياش في وقتها حكم لمدة 27 سنة وكانت تربطه علاقات مع الفرعون المصري إخناتون، ورد اسمه في رسائل تل العمارنة في مصر، حيث كانت تربطه علاقات صداقة مع مصر وتزوج من إحدى قربيات الفرعون، إلا أن علاقات الصداقة لم تدم حيث قام هذا الملك بمساعدة الكنعانيين لطرد المصريين من بلادهم توفي في سنة 1333 ق م وظهر بعد حكمه 3 أسماء.